# Leviatán (könyv)
A Leviatán, teljes címén: Leviatán, vagy az egyházi és világi állam anyaga, formája és hatalma (angolul: Leviathan or The Matter, Forme and Power of a Common-Wealth Ecclesiasticall and Civil, latinul: Leviathan, sive, De materia, forma, & potestate civitatis ecclesiasticae et civilis) Thomas Hobbes angol filozófus 1651-ben angol nyelven, majd 1688-ban latinul is kiadott, négykötetes politikai filozófiai, államelméleti könyve. A művet Hobbes legjelentősebb alkotásának tartják.

## A mű gondolatmenete
Hobbes filozófiai munkássága abban az időben kezdődött, amikor az angol forradalom elől Franciaországba menekült, ahol az elűzött II. Károly angol király nevelője lett. 17. századi művében egy olyan elmélet kidolgozását tűzte ki célul, ami tudományos alapokon nyugszik a korszak szkeptikus hozzáállásával szemben. Hobbes filozófiájában a társadalmat testek (élőlények) alkotják, és ezek összessége alakítja ki az államhatalmat, amit a műben Leviatánnak nevez, bibliai párhuzamot vonva az újtestamentumban szereplő tengeri kígyóval. Hangsúlyozza, hogy az ember alapvetően önző lény, akinek legfontosabb motivációja a létfenntartás, vagyis a túlélés. Mivel ennek a törekvésnek a során óhatatlanul is szembekerül más emberekkel, ezért a háború mintegy lételeme, létszükséglete az embernek. A háborút valójában mindenki mindenkivel vívja (bellum omnium contra omnes), hiszen az emberiség valamennyi tagja mások rovására törekszik a maga érdekeinek fenntartására, biztosítására, ilyenformán a háború az ember természetes állapota. Ugyanakkor a békére való törekvés is ösztönös igény, hiszen ez a háború örökké tartana, az emberek pedig csak saját képességeik, lehetőségeik határáig tudják megvédeni magukat. Épp ezért egy társadalmi szerződés keretében egy magasabb szintű "testre" (a bibliai Leviatánra) bízzák az emberek közti béke fenntartásának jogát, mintegy alávetve magukat, és átruházva akaratukat erre a lényre.

### A könyv címlapjának szimbolikája

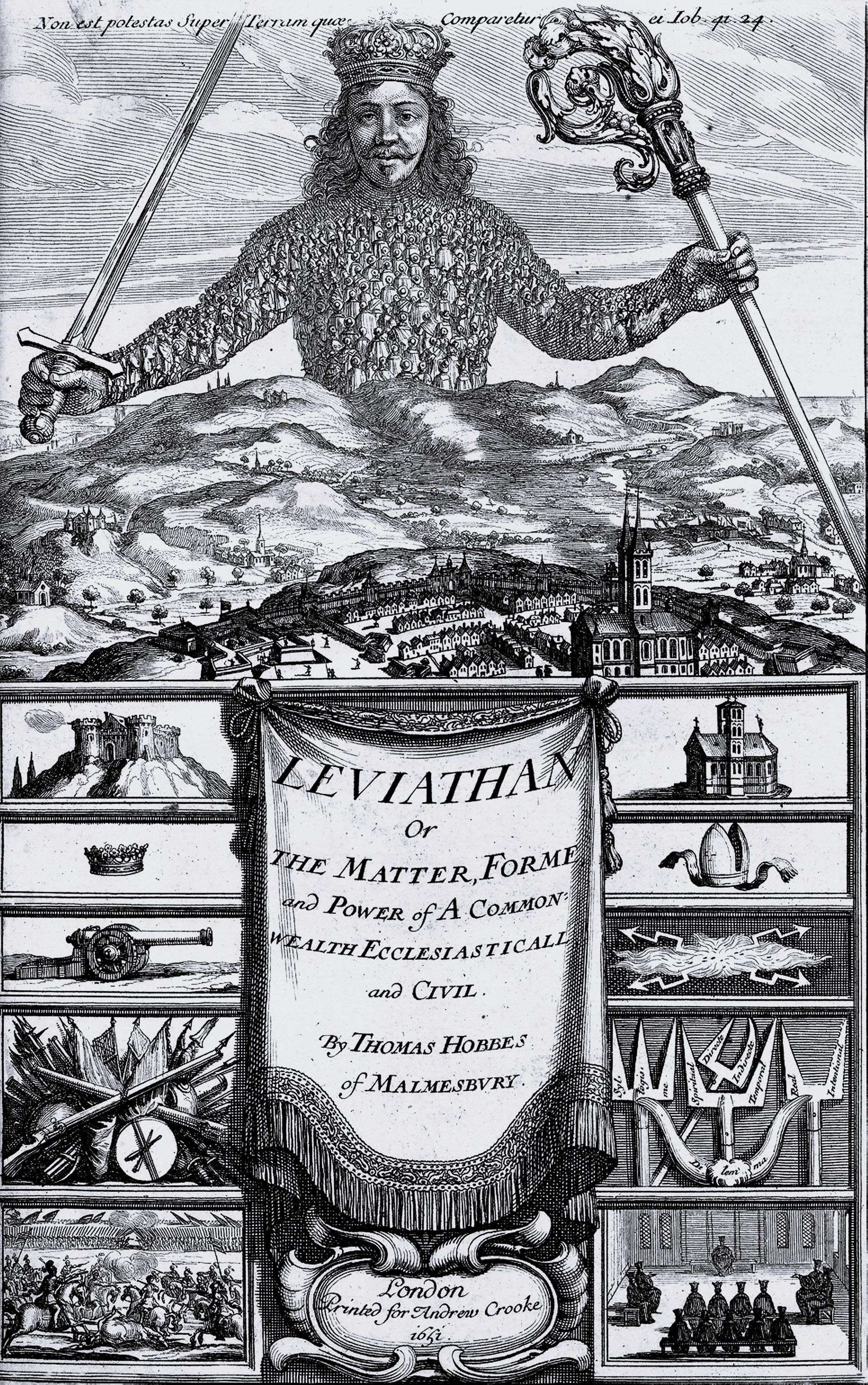

Az első, 1651-ben megjelent könyv címlapja különleges szimbólumrendszert rejt. A kép készítője feltehetően Abraham Bosse rézmetsző lehetett, bár sokáig Václav Hollar munkájának vélelmezték. A kép felső részén egy koronás alak látható, amint óriásként magasodik a táj, és egy város fölé. Az alak nem egy konkrét személy, sőt, közelebbről megnézve: testét háromszáz emberalak alkotja, akik mindannyian a fej felé fordulnak. Ez összecseng a hobbesi testek-elmélettel, és azzal is, hogy a társadalom egy felsőbb lényre (az államra) ruházza a béke fenntartásának jogát. Az óriás kezében kard és pásztorbot látható, amik a világi és az egyházi hatalmat szimbolizálják. Az alak fölött idézet olvasható Jób könyvéből: "Non est potestas Super Terram quae Comparetur ei": "Nincs a földön hozzá hasonló hatalom". A képen lejjebb haladva bal és jobbszélen a kardhoz, illetve a pásztorbothoz kötődő további szimbolikus ábrák láthatók, melyek azonban nem csak oszlopként függnek össze, hanem vízszintesen is egymás párját alkotják: a vár a templommal, a korona a süveggel áll szemben, az ágyú mellett a kiátkozás villámai, a harci jelvények a logika fegyvereivel, a csata pedig a hitvitákkal van párhuzamba állítva.

## Hatása a filozófiára
Hobbes a társadalom működésének ok-okozati összefüggéseit keresve egy igen sötét képet fest az emberi természetről, melyben önző, állandóan háborúzó, vagy háborúra készülő lényeket vázol fel. Ez a gondolatmenet hatott később Baruch Spinoza műveire is, aki etikájának csúcspontját "az ész irányítását követő szabad emberek közössége" jelenti, mégis lehetetlennek tartja ennek kialakulását, mivel szerinte az embert csak a másoktól (embertől, vagy államtól) való félelem korlátozza. Bernard Mandeville (1670–1733) hasonlóképpen gondolkodik az emberekről, álláspontja szerint csoportos és békés együttélésre annál nagyobb az esély, minél együgyűbb lényekről van szó, vagyis az ember a legalkalmatlanabb a békés egymás mellett élésre. Ugyanakkor az ember nem csak önző és makacs, de agyafúrt is, így még az erőszak, vagy az attól való félelem is kevés ahhoz, hogy kezelhetővé tegye őket. A hasonló alapvetés ellenére tehát Mandeville eltérően ítéli meg a "kordában tarthatóság" lehetőségeit. Mandeville továbbá cáfolja Hobbes állítását, miszerint az ember szabad akaratából kötötte volna meg azt a társadalmi szerződést, melynek keretében az államra bíz egyes jogokat: álláspontja szerint a felsőbb hatalmak csak mások megtévesztése révén jutottak különleges jogaikhoz.
Utóbb a háborúzás lélektanával foglalkozók két elméletet különítettek el: a Hobbes-hoz kapcsolódó úgynevezett pesszimista és a Jean-Jacques Rousseauhoz köthető optimista szemléletűt. Míg Hobbes Leviatánja szerint az erőszak és az erőszakkal teli élet, vagyis a háborúskodás eredendő, vagyis az ősközösségek óta fennálló állapot, Rousseau épp ellenkezőleg: egyfajta idealizált őstermészeti életformát feltételez, melyben a béke uralkodott. Rousseau szerint a háborúskodásra épülő társadalmak az emberiség fejlődésének csak egy átmeneti szakaszát jellemzik, maga a jelenség természetellenes és előbb-utóbb visszatér a béke korszaka.
Hobbes könyvét követően számos államelméleti mű született: mások mellett John Locke, David Hume és Adam Smith is boncolgatta az emberi természet és az emberi motiváció kérdését, hogy megállapítsák honnan ered az Istentől független állami hatalom legitimációja.

## A könyv kritikája
Hobbes nem csak antiklerikális, de egyesek szerint ateista is volt, ami a 17. században több mint szokatlannak számított. Legnagyobb kritikusa, Ralph Cudworth (1617–1668) az emberi képzelet véges voltát Isten senki által meg nem érhető végtelen voltával veti össze, ezzel cáfolva Hobbes elméletét, sőt, gondolkodása létjogosultságát is. Hobbes ugyanis hosszan fejtegeti művében azt, hogy végtelen nincs, maga a végtelen szó csak az emberi képzelet által be nem fogadható dolgokra vonatkozó jelző. George Henry Lewes az állítja, még a szabadelvű írók is veszedelmes gondolkodónak tartották Hobbest, és megvetéssel említették a nevét. Lévay Pál plébános, Hobbes 19. századi kritikusa ezzel szemben Hobbes teista volta mellett szól, álláspontja szerint a hobbesi végtelen az abszolút végtelennel szemben csupán relatív végtelen.

## Magyarul
- Leviatán vagy az egyházi és a világi állam anyaga, formája és hatalma; ford. Vámosi Pál, utószó Heller Ágnes: A polgári társadalom racionalista utópiája; Magyar Helikon–Európa, Bp., 1970
- Leviatán vagy Az egyházi és világi állam formája és hatalma, 1-2.; ford. Vámosi Pál, tan. Ludassy Mária; Kossuth, Bp., 1999
- Leviatán, 1-2. rész; ford. Vámosi Pál, bev., jegyz. Nagy Levente; Polis, Kolozsvár, 2001